# Ilhéu do Baluarte
Ilhéu do Baluarte är en ö i Kap Verde.   Den ligger i kommunen Boa Vista, i den östra delen av landet, 160 km nordost om huvudstaden Praia.